# Coalville Town F.C.

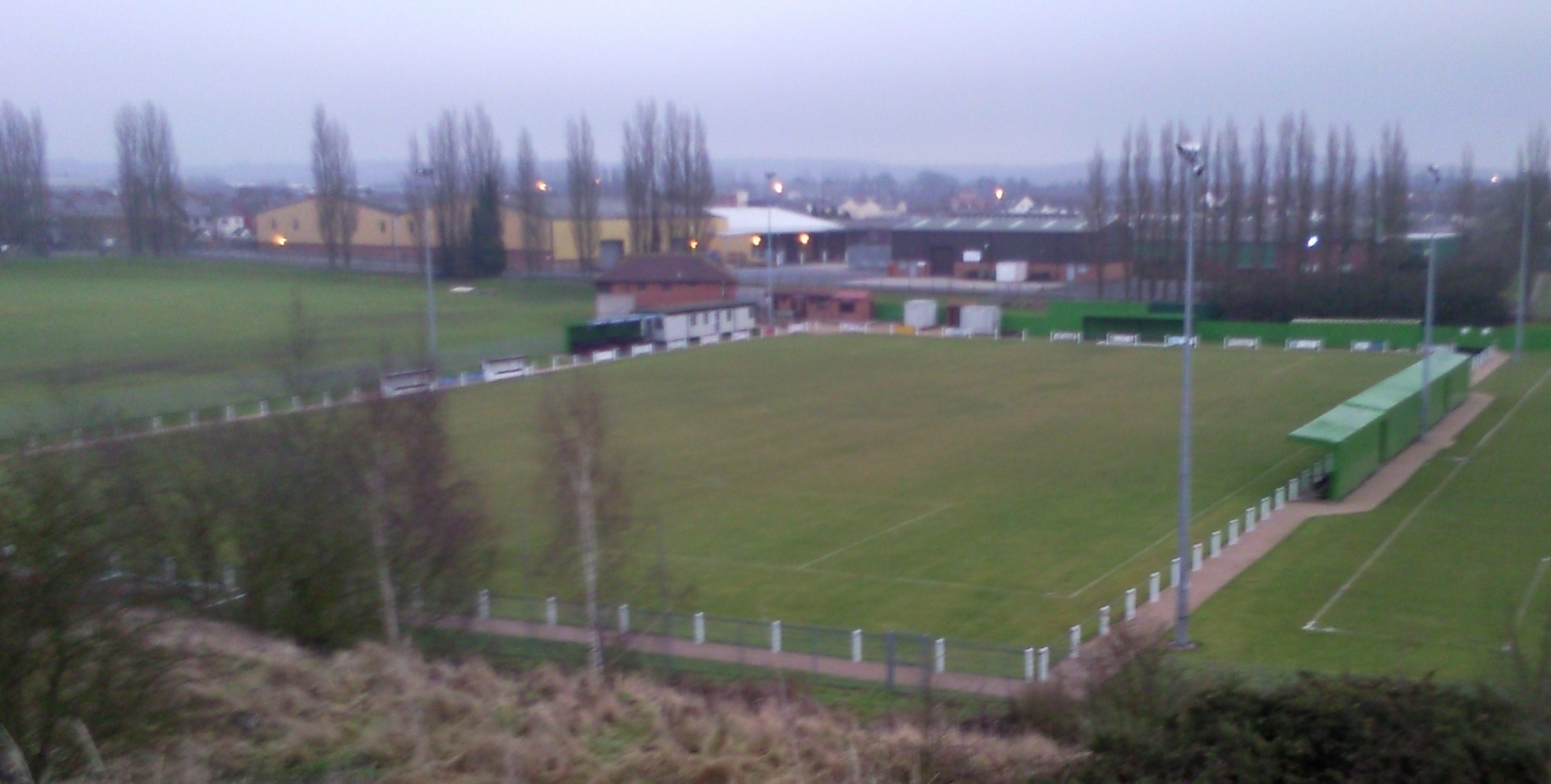
Sân vận động The Owen Street Sports

Coalville Town FC là một câu lạc bộ bóng đá có trụ sở tại Coalville, Leicestershire, Anh. Đội bóng hiện thi đấu tại Southern League Premier Division Central và có sân nhà ở Owen Street Sports Ground.

## Sân vận động
Trong thời gian có trụ sở tại Ravenstone, câu lạc bộ đã chơi ở Ravenslea. Tuy nhiên, sau khi hội đồng giáo xứ địa phương không cho phép câu lạc bộ dựng đèn pha, họ chuyển đến The Owen Street Sports ở Coalville. Hệ thống đèn pha được lắp đặt tại sân mới vào năm 1996.  Hiện nay sân còn được gọi là Sân vận động Mander Cruickshank Solicitors theo tên của nhà tài trợ và sức chứa 2.000 người, trong đó có 240 chỗ ngồi và có mái che.

## Danh hiệu
- Midland Alliance
  - Nhà vô địch mùa giải 2010–11
- Leicestershire Senior League
  - Nhà vô địch các mùa giải 2001–02, 2002–03
- North Leicestershire League
  - Nhà vô địch Premier Division các mùa giải 1988–89, 1989–90
  - Nhà vô địch Cobbin Trophy mùa giải 1989–90
  - Nhà vô địch Junior Cup mùa giải 1985–86
- Coalville & District League
  - Nhà vô địch Division One mùa giải 1952–53
  - Nhà vô địch Division Two mùa giải 1933–34
- Leicestershire and Rutland Senior Cup
  - Nhà vô địch mùa giải 1999–2000
- Leicestershire and Rutland Challenge Cup
  - Nhà vô địch các mùa giải 2017–18, 2018–19
- Leicestershire & Rutland Junior Cup
  - Nhà vô địch mùa giải 1986–87[4]
- Leicestershire County Junior Cup North
  - Nhà vô địchv các mùa giải 1948–49, 1949–50[4]
- Westerby Cup
  - Nhà vô địch mùa giải 2012–13
- Coalville & District Charity Cup
  - Nhà vô địch mùa giải 1952–53[2]

## Thống kê
- Thành tích tốt nhất tại FA Cup: Vòng một mùa giải 2004–05[5]
- Thành tích tốt nhất tại FA Trophy: Vòng một mùa giải 2013–14[5]
- Thành tích tốt nhất tại FA Vase: Vòng chung kết mùa giải 2010–11[5]
- Cầu thủ ra sân nhiều nhất: Nigel Simms[1]